# Pastis landais
Pour les articles homonymes, voir Pastis (homonymie).
Le pastis landais est une pâtisserie parfumée parfois à l’eau de fleur d'oranger, à la vanille ou au rhum, que l'on produit traditionnellement dans les Landes de Gascogne. 

## Étymologie
Pastís est un mot gascon et occitan  qui signifie « gâteau » (pâtisserie, pâté charcutier, tache d'encre, mélange…). Étymologiquement, le mot dérive du latin pasticium.  C'est bien le même mot qui est à l'origine du nom de la boisson alcoolisée anisée : le pastis de Marseille.
Lorsque ce dessert est en concurrence avec un autre gâteau également dénommé « pastis », comme le pastis gascon ou le pastis du Quercy, on le désigne par « pastis bourit » (en oc. pastís borit), c'est-à-dire : gâteau à pâte levée, fermentée.

## Présentation
À base de pâte levée, ce gâteau moelleux est de couleur jaune doré, avec une mie jaune clair très dense. Son extérieur est craquant sur le dessus et parsemé de gros morceaux de sucres. De consommation courante aujourd’hui, le pastis, en raison du beurre qu’il contient, était réservé autrefois aux fêtes (mariages, communions, fêtes locales). Il s'agit d'un gâteau souvent tronconique (pour faciliter le démoulage) pouvant aller jusqu'à 25 cm de diamètre et 1 kg. Il est difficile de retracer son histoire qui remonte vraisemblablement au moins au XIXe siècle, dans les Landes de Gascogne.
Le pastis était initialement une recette de confection familiale. De nos jours, il est possible d'en trouver en boulangerie et au supermarché.

## Composition
- Farine
- Levure de boulanger
- Œufs
- Beurre
- Sucre en poudre
- Décor : sucre en morceaux grossièrement concassés (traditionnel) ou sucre glace.
- Un ou plusieurs parfums (vanille liquide et/ou en gousse, rhum, fleur d'oranger, liqueur anisée, etc.).

## Variantes
Le pastis d'Amélie originaire du Béarn est moins brioché.

## Galerie

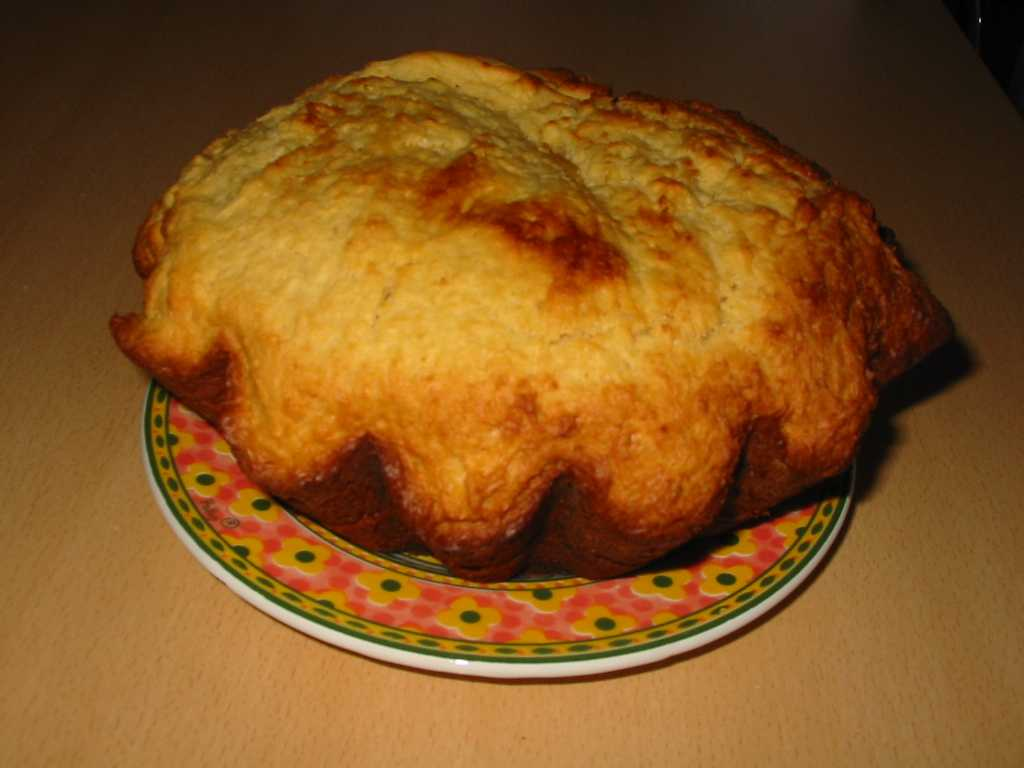
Pastis landais.
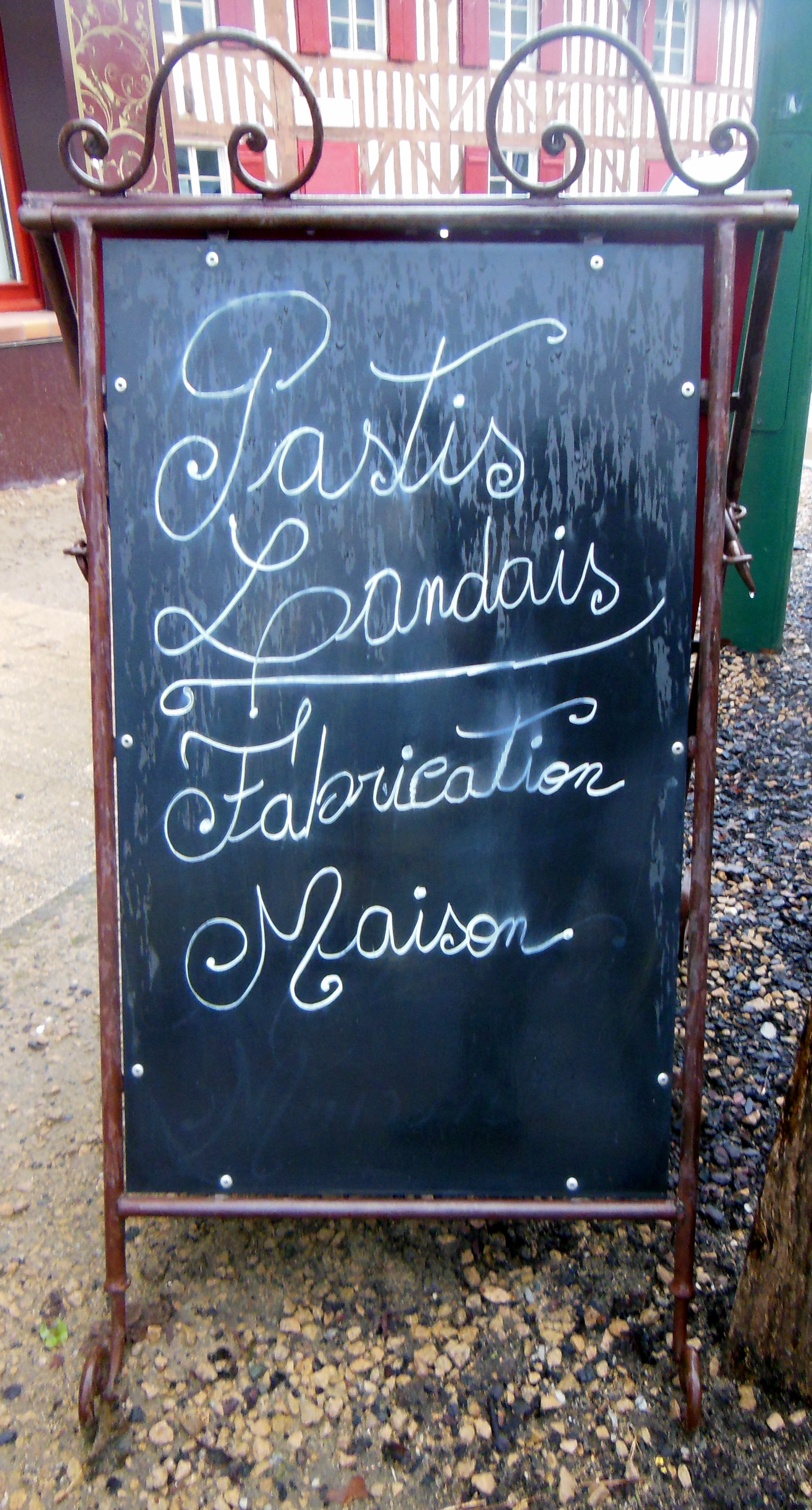
Enseigne de boulangerie, à Garein.